# 칠지궐
칠지궐(七指蕨, 학명: Helminthostachys zeylanica)은 고사리삼목 고사리삼과 칠지궐속에 속하는 한해살이 양치식물의 일종이다. 짧지만 억센 땅속줄기가 발달해 있다. 잎은 바소꼴이고 제각기 간격을 두고 난다. 중국·동남아시아·오세아니아 등지에 분포하며, 중국 한방과 인도 등지에서 약재로 사용된다.